# Standard Ethics Italian Banks Index
Lo Standard Ethics Italian Banks Index è un indice di borsa sulla Corporate Governance e la sostenibilità lanciato nel luglio del 2013 dall'agenzia di rating di indipendente Standard Ethics
. Si tratta di un indice Open Free, ovvero che rende pubblica la metodologia, i criteri di calcolo ed i pesi, “dedicato a quella parte della responsabilità sociale d'impresa che riguarda il governo d'impresa”.

## Scopo dell'Indice e scelta dei componenti
Scopo dell'indice “è di misurare, nel tempo, il gradimento del mercato azionario rispetto ai principi ed alle indicazioni volontarie provenienti dall'Ocse, dall'Unione Europea e dalla Nazioni Unite in materia di Corporate Governance per le banche”.
I componenti dell'Italian Banks Index sono le banche quotate alla Borsa italiana. Attualmente 24.
Da notarsi però, che la Banca Popolare di Spoleto, che nel passato aveva un rating basso da parte di Standard Ethics (singola “E” nel 2004) ed era in fondo alla classifica sulla governance del 2005, è stata recentemente posta sotto commissariamento dalla Banca d'Italia e perciò esclusa dall'Indice, almeno per il 2013. La revisione è annuale.

## Analisi e Metodologia
L'analisi dei componenti l'Indice si basa esclusivamente su dati pubblici, ovvero forniti dalle società attraverso i loro punti informativi (soprattutto sul Web), oppure forniti dagli enti di vigilanza o dalle borse valori.
Nel dettaglio, si tratta di ambiti generali di analisi: la gestione della proprietà (in cui si esamina: peso del mercato; accordi parasociali; percentuale del capitale sottoposta al patto; tipologia ed oggetto del patto; peso del maggior azionista o dei maggiori azionisti se in rapporto organico; tipologia del maggior azionista.
La gestione dell'amministrazione (in cui si esamina grado d'indipendenza dei consiglieri esecutivi; grado d'indipendenza del consiglio di amministrazione; composizione quali-quantitativa del consiglio di amministrazione; grado d'indipendenza e poteri della funzione di controllo; caratteristiche dei comitati e degli organi di controllo; caratteristiche dei codici di condotta o codici etici).
Infine viene esaminata il rendiconto volontario ordinario e la gestione della comunicazione straordinaria volontaria sui rischi e le difformità (in particolare la struttura delle norme per il rendiconto ordinario volontario; l'informazione straordinaria, l'esistenza di una procedura “Comply or Explain”; l'esistenza di un ufficio di controllo dei rischi che sia attivo con le parti interessare.) 
La metodologia di calcolo è pubblicata annualmente e attribuisce un peso ad ogni singolo punto di analisi attraverso la rispondenza a degli indicatori (KPI che formano 70 variabili). Anch'essi pubblici.